# 이춘호
이춘호(李春昊 , 1893년 3월 6일 ~ 1950년 10월 9일)은 대한민국의 수학자이자 대학교수이다. 본관은 전의(全義)이며 족보명(族譜名)은 이동순(李東淳)이다.
연세대학교 수학과 교수와 제2대 서울대학교 총장을 지내서 한국인 최초의 서울대 총장 기록을 세웠다. 한국전쟁 중 납북되어 병사했다.

## 학력
- 미국 오하이오 웨슬리언 대학교 수학과 학사
- 미국 오하이오 주립 대학교 대학원 수학과 석사
- 미국 오하이오 주립 대학교 대학원 수학과 박사 수료

## 약력
- 미국 오하이오 주립 대학교 수학과 교수
- 연희전문학교 수물과 교수
- 연희전문학교 재단이사 및 이사장
- 제 2대 서울대학교 총장

| 전임 해리 엔스테드 | 제2대 서울대학교 총장 1947년 10월 25일 ~ 1948년 5월 12일 | 후임 장이욱 |